# 6749 Ірінтже
6749 Ірінтже (6749 Ireentje) — астероїд головного поясу, відкритий 17 жовтня 1960 року.
Тіссеранів параметр щодо Юпітера — 3,316.